# Storm (canción de SuRie)
«Storm» (en español: Tormenta) es una canción interpretada por la cantante británica SuRie. El tema representó a Reino Unido en el Festival de la Canción de Eurovisión 2018. La canción fue escrita y compuesta por Nicole Blair, Gil Lewis y Sean Hargreaves.